# かけおち通り
『かけおち通り』（かけおちどおり）は、1988年11月14日 - 12月28日にTBS「花王 愛の劇場」枠にて放送された日本の昼ドラマである。

## キャスト
- 矢吹彩：佳那晃子
- 新藤栄作
- 矢吹征利：内藤剛志
- 高田敏江
- 畠中里子：島かおり
- 福田公子
- 矢吹妙子：山村美智子（現・山村美智）
- ひし美ゆり子
- 矢吹寛治：高松英郎
- 角替和枝
- 茅島成美
- 立花頼子：岡本佳織
- 土屋嘉男
- 近松麗江
- 水島涼太
- 畠中亮次：木下浩之
- 矢吹麻衣：佐藤美鈴
- 坂上渉：花添智之
- 川田七菜子：桂若穂

## スタッフ
- 脚本：清水曙美
- 演出：中村金太
- 音楽：甲斐正人
- プロデューサー：鈴木一男（TBS）、村上瑛二郎（TBS）
- 技術：河内和美
- カメラ：山地好男
- 照明：渋谷一男
- 音声：山崎一善
- 調整：田中拓己
- 効果：大槻邦久
- 編集：青沼邦治
- 美術制作：池田幸雄（アックス）
- 美術デザイン：金子幸雄
- タイトル画：甲斐清子
- 大道具：東宝舞台
- 小道具：テレフィット
- 衣裳：京都衣裳
- メイク：ユミ・ビュアクス
- 持道具：京阪商会
- 植木：アサヒ植木
- 建具：マエヤマ
- 美術協力：ユニオンモデル（株）
- 衣裳協力：TOMATSU PRESENTS、斉藤ファッションズ、東京ニューモード、コルテ、KENZO
- プロデューサー補：楠城正裕
- 演出助手：浅沼順
- 記録：馬場秀美
- 協力：東通、緑山スタジオシティ
- 製作：東京映画新社、TBS

## 主題歌
- 『いつもの君に〜Believe in me』（レーベル：フラッツレコード）
  - 作詞・作曲：因幡晃 / 編曲：嘉納政明 / 歌：因幡晃

## エピソード
- 当初、主題歌に志賀真理子『遠ざかる秋』が採用される予定であったが使用されなかった。